# Audrey Meadows
Audrey Meadows, nata Audrey Cotter (New York, 8 febbraio 1922 – Beverly Hills, 3 febbraio 1996), è stata un'attrice statunitense.

## Biografia
Con la sorella Jayne Meadows, intraprese in gioventù la carriera di cantante lavorando a Broadway per alcuni mesi. Nel 1951 passò definitivamente alla recitazione, debuttando nella serie televisiva Bob and Ray. Dal 1951 al 1957 interpretò il ruolo di Alice Kramden nella serie The Jackie Gleason Show e parallelamente (1955-1956) anche nella sitcom The Honeymooners. Il personaggio di Alice Kramden diede all'attrice una grande notorietà.
Durante gli anni sessanta proseguì la propria carriera televisiva con apparizioni nelle serie Alfred Hitchcock presenta, The Red Skelton Show, The Hollywood Squares, The Match Game, Per favore non mangiate le margherite. Tra i suoi impegni sul grande schermo, sono da ricordare le commedie Il visone sulla pelle (1962), Prendila è mia (1963), Invisible Diplomats (1965), Rosie! (1967).
Negli anni settanta lavorò ancora in TV con Dean Martin nello spettacolo The Dean Martin Show, mentre nei primi anni ottanta recitò in 18 episodi di Vicini troppo vicini, e nella stagione 1990-1991 apparve in Mio zio Buck.
Nel 1991 doppiò il personaggio di Beatrice nella puntata Caro vecchio denaro de I Simpson.
Nel 1995 le venne diagnosticato un cancro ai polmoni con la previsione di un anno di vita. Dopo aver rifiutato qualsiasi cura, morì il 3 febbraio 1996 al Cedars-Sinai Medical Center di Los Angeles. Venne sepolta nel cimitero di Holy Cross, a Culver City, accanto al suo secondo marito, Robert F. Six.

## Vita privata
L'attrice si sposò la prima volta nel 1956 con Randolph Rouse, un ricco agente immobiliare. Nel 1961 sposò a Honolulu Robert Six, presidente della Continental Airlines, deceduto nel 1986.
È inserita nella Hollywood Walk of Fame.

## Filmografia parziale

### Cinema
- Il visone sulla pelle (That Touch of Mink), regia di Delbert Mann (1962)
- Prendila è mia (Take Her, She's Mine), regia di Henry Koster (1963)
- Invisible Diplomats, regia di LeRoy Prinz (1965)
- Rosie!, regia di David Lowell Rich (1967)

### Televisione
- The Honeymooners – serie TV, 39 episodi (1955-1956)
- The Jackie Gleason Show – serie TV, 90 episodi (1952-1957)
- Alfred Hitchcock presenta (Alfred Hitchcock Presents) – serie TV, episodio 6x01 (1960)
- The Red Skelton Show – serie TV, 9 episodi (1960-1971)
- Scacco matto (Checkmate) – serie TV, episodio 1x24 (1961)
- General Electric Theater – serie TV, episodio 9x28 (1961)
- Vicini troppo vicini (Too Close for Comfort) – serie TV, 18 episodi (1982-1986)
- La signora in giallo (Murder, She Wrote) – serie TV, episodio 2x22 (1986)
- Mio zio Buck (Uncle Buck) – serie TV, 5 episodi (1990-1991)

## Doppiatrici italiane
- Wanda Tettoni ne Il visone sulla pelle
- Alina Moradei in Love Boat
- Anna Miserocchi in Starsky & Hutch
- Mirella Pace ne La signora in giallo

Da doppiatrice è sostituita da:
- Clelia Bernacchi ne I Simpson